# GRP Engineering

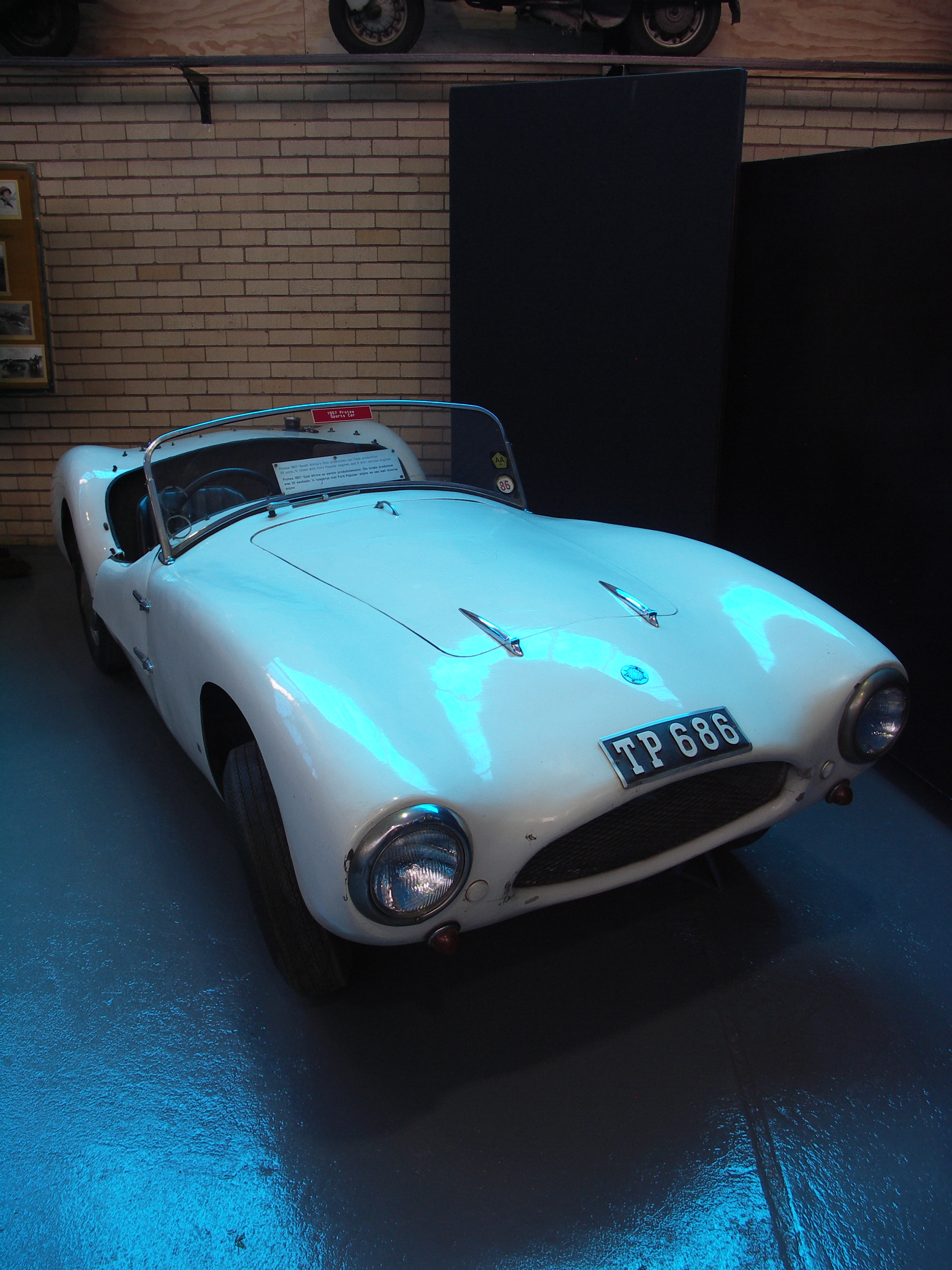
Protea

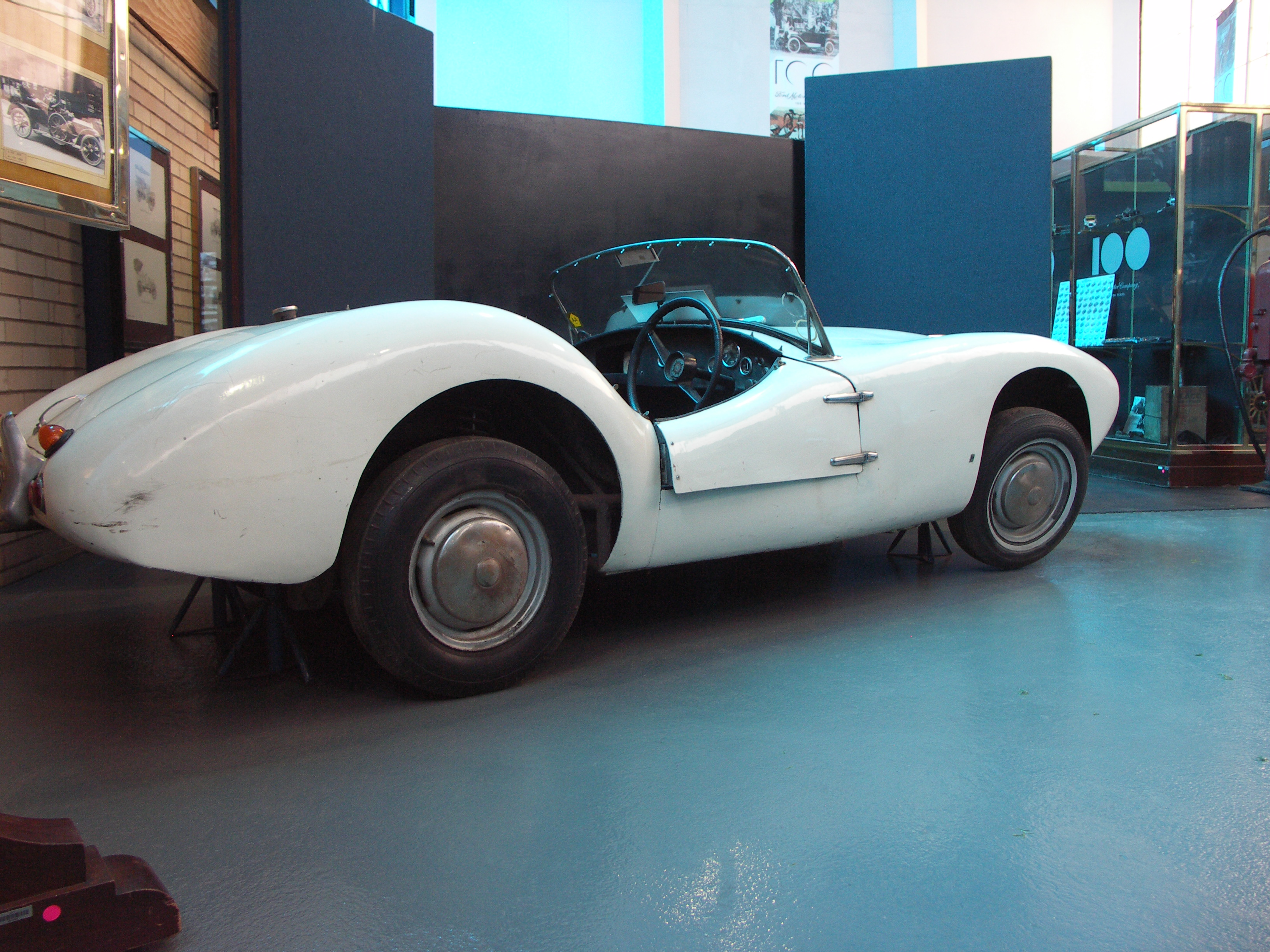
Protea

G.R.P. Engineering (Pty) Ltd. war ein Automobilhersteller aus Südafrika.

## Geschichte
Das Unternehmen aus Johannesburg begann 1957 mit der Produktion von Automobilen. Der erste Prototyp wurde im gleichen Jahr auf der Johannesburg’s Spring Motor Show präsentiert. Im April 1957 begann die Serienfertigung. Der Markenname lautete Protea. Etwa 1958 endete die Produktion. Insgesamt entstanden etwa 20 Fahrzeuge, von denen eines noch existiert.

## Modelle
Im Angebot stand nur ein Modell. Dies war ein offener zweisitziger Sportwagen. Collins & Myers aus Johannesburg lieferten die Karosserien aus Fiberglas. Der Vierzylindermotor mit 1172 cm³ Hubraum stammte von Ford. 1958 folgte eine kleine Überarbeitung. Nun hatte der Kunde die Wahl zwischen Motoren vom Fiat 1100, Ford Zephyr und von MG.